# پاکود
پاکود (به مجاری:  Pakod) یک شهرداری در مجارستان است که در ناحیه زالاسنت‌گروت واقع شده‌است. پاکود ۱۲٫۵۵ کیلومتر مربع مساحت و ۹۸۸ نفر جمعیت دارد.